# %Alcons
% Alcons es un acrónimo de Percentage Articulation Loss of Consonants (Pérdida porcentual de articulación de las consonantes). Es un valor numérico que se utiliza en acústica para medir las cualidades de una estancia, y cuantifica la intelegibilidad del habla.
En una estancia que tenga un valor %Alcons bajo es más sencillo entenderse que en una que tenga un valor %Alcons alto. El valor se basa exclusivamente en el porcentaje de consonantes medio que no pueden llegar a entender los oyentes de una sala, ya que las vocales no son necesarias para entender un mensaje. 

## Medición de %Alcons

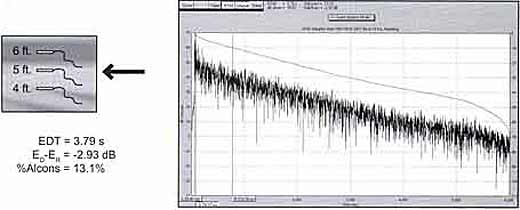
Software calculando el valor %Alcons.

El %Alcons es un valor consensuado, ya que la inteligibilidad es diferente para cada persona y por lo tanto no es un valor unívoco. El método está basado en el estudio de la pérdida real de consonantes por parte de un grupo de personas en varios dictados de monosílabos realizados en salas de diferente tipo, y relacionando esta pérdida con las características de la sala.
La medida de este valor puede realizarse de diferentes formas. Una de ellas es el analizador de sonido o TEF. Calcula el valor de %Alcons a partir de mediciones relacionadas con la reverberación de la estancia, ponderadas a través de una serie de correlaciones definidas cuando se creó que creó el método.
Se considera que cuando el valor de una estancia es mayor del 10% la inteligibilidad es mala. En entornos de aprendizaje y sistemas de alerta de voz, el valor deseado es de 5% o menos. Un 15% suele ser la pérdida máxima aceptable.

## Utilización
% Alcons es ampliamente utilizado por los expertos en acústica, pero tiene desventajas importantes. En primer lugar, se basa en las mediciones en una sola banda de un tercio de octava centrada en 2 kHz, ignorando el resto de frecuencias. Así la respuesta de frecuencia de la estancia debe ser verificado con otras mediciones para que la Alcons% pueda ser significativa.
Además, el método ignora muchos otros factores que pueden afectar drásticamente la inteligibilidad, como la relación señal-ruido, el espectro del ruido de fondo, la distorsión, las reflexiones finales o la respuesta de frecuencia de la sala.
El método Alcons% produce a menudo resultados excesivamente optimistas. Existen otros métodos de medición de la inteligibilidad que a veces pueden ser más útiles como RASTI o STI.